# Megacentron cuneicalcar
Megacentron cuneicalcar är en tvåvingeart som först beskrevs av Edwards 1931.  Megacentron cuneicalcar ingår i släktet Megacentron och familjen fjädermyggor. Inga underarter finns listade i Catalogue of Life.